# Amblydromalus villacarmelensis
Amblydromalus villacarmelensis är en spindeldjursart som först beskrevs av Moraes 1994.  Amblydromalus villacarmelensis ingår i släktet Amblydromalus och familjen Phytoseiidae. Inga underarter finns listade i Catalogue of Life.